# International Journal of Morphology
International Journal of Morphology, es una publicación científica de acceso abierto, especializada en investigaciones inéditas de anatomía.
Tiene por finalidad publicar artículos sobre investigaciones originales en todos los aspectos de la Anatomía, macroscópica, histológica y del desarrollo, como también en otros campos de las Ciencias Morfológicas, incluido Biología Celular y Molecular. También acepta Temas de Revisión y Actualización, Comunicaciones Breves y Cartas al Editor.
International Journal of Morphology es órgano oficial de la Asociación Panamericana de Anatomía, Sociedad Chilena de Anatomía, y Asociación Argentina de Anatomía.